# マルケリヌス (ローマ教皇)
マルケリヌス（Marcellinus, ? - 304年4月1日）は、第29代ローマ教皇。Liberian Catalogueによると296年6月30日にカイウスの後を受けて即位した。Martyrologium hieronymianumやDepositio episcoporum、Depositio martyrusには言及が見られない。

## 生涯
マルケリヌスはディオクレティアヌスがローマ皇帝であったころに在位したが、この頃はまだキリスト教徒の迫害は始まっていなかった。彼はキリスト教を比較的自由なものにし、教会に多くの信者をもたらした。後に皇帝となるガレリウスがキリスト教を異教とする運動を始めると、302年頃からディオクレティアヌスによるキリスト教徒の迫害が始まった。まずキリスト教徒の兵士の武器が奪われ、後に教会の財産が没収されて聖書が焼かれた。ディオクレティアヌスの宮殿が2度にわたって火事を起こすと、彼はさらに厳しくキリスト教徒を取り締まるようになった。キリスト教徒は信仰を捨てるか死罪になるかを選ばされた。
Liber Pontificalisによると、ディオクレティアヌスによる迫害のもとで、マルケリヌスは犠牲になることを求められ、キリスト教への信仰を告白した後何名かと一緒に殉教したと伝えられている。しかし別の資料では全く反対のことが書かれている。5世紀の始め、コンスタンティーヌの司教ペティリアヌスは、マルセリウスらは迫害にあって聖書を捨てたと断言している。アウグスティヌスはこれを否定している。
Liber Pontificalisの記録では、マルケリヌスは304年の4月1日に死亡し、26日にサラリア街道のプリシラ墓地に埋葬されたとされているが、Liberian Catalogueでは10月25日となっている。また死亡の真相もはっきりとは分からない。
数年の空白期間があった後、次の教皇はマルケルス1世となったが、この2人は名前が似ているためしばしば混同される。また彼の在位中、アルメニアが最初のキリスト教国家となった。